# Rattus Norvegicus (Album)
Rattus Norvegicus ist das Debütalbum der britischen Band The Stranglers. Das Album fiel in die Blütezeit des Punk in Großbritannien. Es wurde im April 1977 von United Artists veröffentlicht und erreichte Position 4 der britischen Albumcharts, was es zu einem der erfolgreichsten Alben der britischen Punk-Ära machte.

## Titelliste
1. Sometimes (4:56, Cornwell)
2. Goodbye Toulouse (3:12, Cornwell/Burnel)
3. London Lady (2:25, Cornwell/Burnel)
4. Princess of the Streets (4:34, Burnel)
5. Hanging Around (4:25, Burnel/Cornwell)
6. Peaches (4:03, Burnel/Cornwell)
7. (Get a) Grip (on Yourself) (3:55, Cornwell)
8. Ugly (4:03, Burnel)
9. Down in the Sewer (7:30, Burnel/Cornwell)

## Entstehungsgeschichte
Rattus norvegicus ist das Taxon der Wanderratte. Die Benennung des Albums ist nicht ganz eindeutig. Das von Paul Henry gestaltete Frontcover trägt den Titel "The Stranglers IV", der offizielle Titel "Rattus Norvegicus" ist lediglich auf der Rückseite vermerkt. Ursprünglich sollte das Album "Dead on Arrival" heißen, der Name wurde jedoch kurz vor der Veröffentlichung geändert. Geplant war zunächst die Veröffentlichung eines Livemitschnitts eines Konzertes von 1976; dieser Plan wurde aber auf Grund der schlechten Qualität der Aufnahme fallengelassen. Textlich handeln die Stücke auf Rattus Norvegicus von Alltagssituationen und Personen aus dem Umfeld der Band; aus diesem Rahmen fallen lediglich Goodbye Toulouse mit Bezug auf Prophezeiungen des Nostradamus und Ugly mit Bezug auf ein Gedicht von Percy Bysshe Shelley. Aufnahme und Produktion des Albums durch Martin Rushent dauerten lediglich eine Woche. Die Liste der Titel entsprach dem damaligen Liveset der Band. Im Rahmen der Aufnahmen wurde etwa die Hälfte des Nachfolgealbums No More Heroes mitproduziert. Den ersten 10.000 Exemplaren von Rattus Norvegicus war eine Gratissingle mit den Liedern Peasant in the Big Shitty (live) und Choosey Susie beigelegt. Das Lied Peaches musste für britische Radiostationen wegen zahlreicher sexueller Anspielungen mit einem alternativen Text neu eingespielt werden. 2001 erfolgte eine Wiederveröffentlichung des Albums auf CD, die als Bonustitel die beiden Stücke der Gratissingle sowie Go Buddy Go enthielt.

## Rezeption
Das Album hielt sich 34 Wochen in den britischen Charts und erreichte Position 4. Damit ist es das dritterfolgreichste Stranglers-Album; die beiden Nachfolger No More Heroes und Black and White erreichten jeweils Position 2. Die Single-Auskopplungen Grip und Peaches erreichten die Plätze 44 und 8 der Single-Charts. 
David Cleary von Allmusic bezeichnete das Album als „solide und lohnenswert“ und vergab vier von fünf Sternen. Die Musik beschrieb er als „reduzierten Pop mit Hardcore-Gefühl; ziemlich lange Songs mit häufigen Solos, dominantes Keyboard und (...) zähnefletschender Gesang“.
Die Single Peaches wurde 2002 von der Firma Adidas für einen Werbespot genutzt und war 2006 auf dem Soundtrack des Computerspiels Driver: Parallel Lines sowie 2011 auf dem Soundtrack des Action-Thrillers Killer Elite vertreten.